# Elmar Imanov

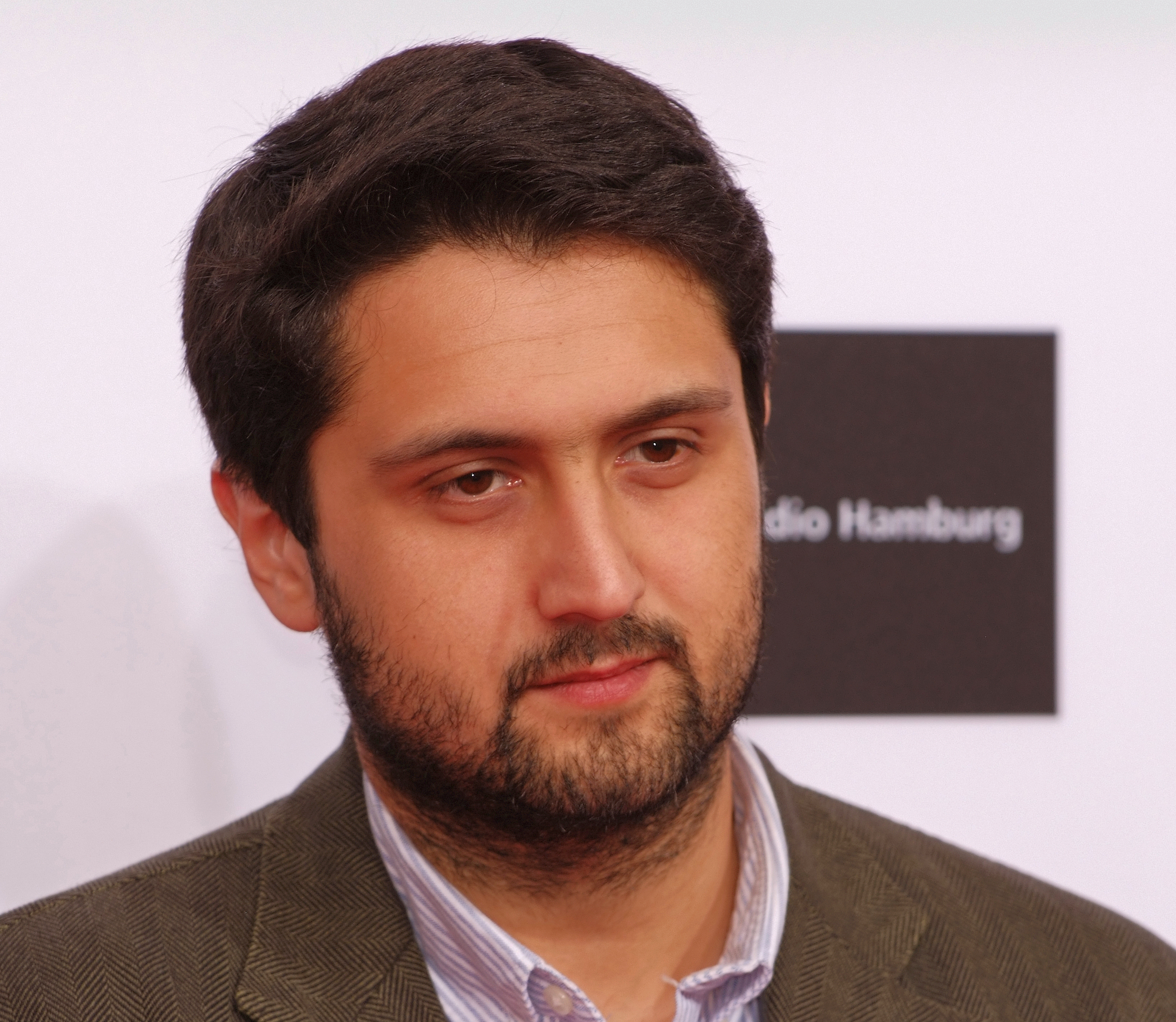
Elmar Imanov beim Studio Hamburg Nachwuchspreis 2012

Elmar Imanov (*  1985 in Baku) ist ein aus Aserbaidschan stammender Filmregisseur, Drehbuchautor, Produzent und Schauspieler.

## Leben
Elmar Imanov lebt seit 1998 in Köln. Nach einigen Praktika bei Spielfilmen in Deutschland und Aserbaidschan studierte er Filmregie an der Internationalen Filmschule Köln. Sein Abschlussfilm „Die Schaukel des Sargmachers“ (2012) wurde auf mehr als 120 Filmfestivals gezeigt und gewann 41 Preise weltweit, u. a. bei den Student Academy Awards in der Kategorie „Bester ausländischer Film“. Sein nächster Kurzfilm Torn (2014) feierte die Weltpremiere in Cannes. Beide Filme wurden von Eva Blondiau produziert, mit der er die Filmproduktion Color of May gründete. Sein Langspielfilmdebüt Ende der Saison (2019) feierte in International Film Festival Rotterdam seine Weltpremiere und wurde mit dem FIPRESCI-Preis für den besten Film ausgezeichnet. Mit dem Film Der Kuss des Grashüpfers wurde er 2025 in die Sektion "Forum" der 75. Berlinale eingeladen.

## Auszeichnungen (Auswahl)
- 2012: Student Academy Awards für Schaukel des Sargmachers
- 2012: Preis der deutschen Filmkritik für Die Schaukel des Sargmachers als bester Kurzfilm

## Filmografie
- 2010: Ich bin Schauspieler – Regisseur.[9]
- 2012: Die Schaukel des Sargmachers – Regisseur, Autor, Schauspieler, Produzent.[1]
- 2014: Torn – Regisseur, Autor.[5]
- 2017: Three Steps – Koautor, Koproduzent.[10]
- 2017: Langes Echo – Produzent.
- 2017: Arrhytmia – Koproduzent.[11]
- 2018: City in the Wind – Koproduzent.[12]
- 2019: Tradition – Autor, Koregisseur, Produzent.[13]
- 2019: Ende der Saison – Regisseur, Autor, Produzent, Schauspieler.[8]
- 2021: Otar's Death – Autor, Editor, Produzent.[14]
- 2023: Rastlos – Regisseur, Autor, Produzent.[15]
- 2025: Der Kuss des Grashüpfers – Regisseur, Autor.[16]